# إيرا مايكل هايمان
إيرا مايكل هايمان (بالإنجليزية: Ira Michael Heyman) هو أستاذ جامعي أمريكي، ولد في 30 مايو 1930 في نيويورك في الولايات المتحدة، وتوفي في 19 نوفمبر 2011 في بيركيلي في الولايات المتحدة بسبب نفاخ رئوي.

## وصلات خارجية
- إيرا مايكل هايمان على موقع الموسوعة البريطانية (الإنجليزية)
- إيرا مايكل هايمان على موقع إن إن دي بي (الإنجليزية)